# Reformes de Mari

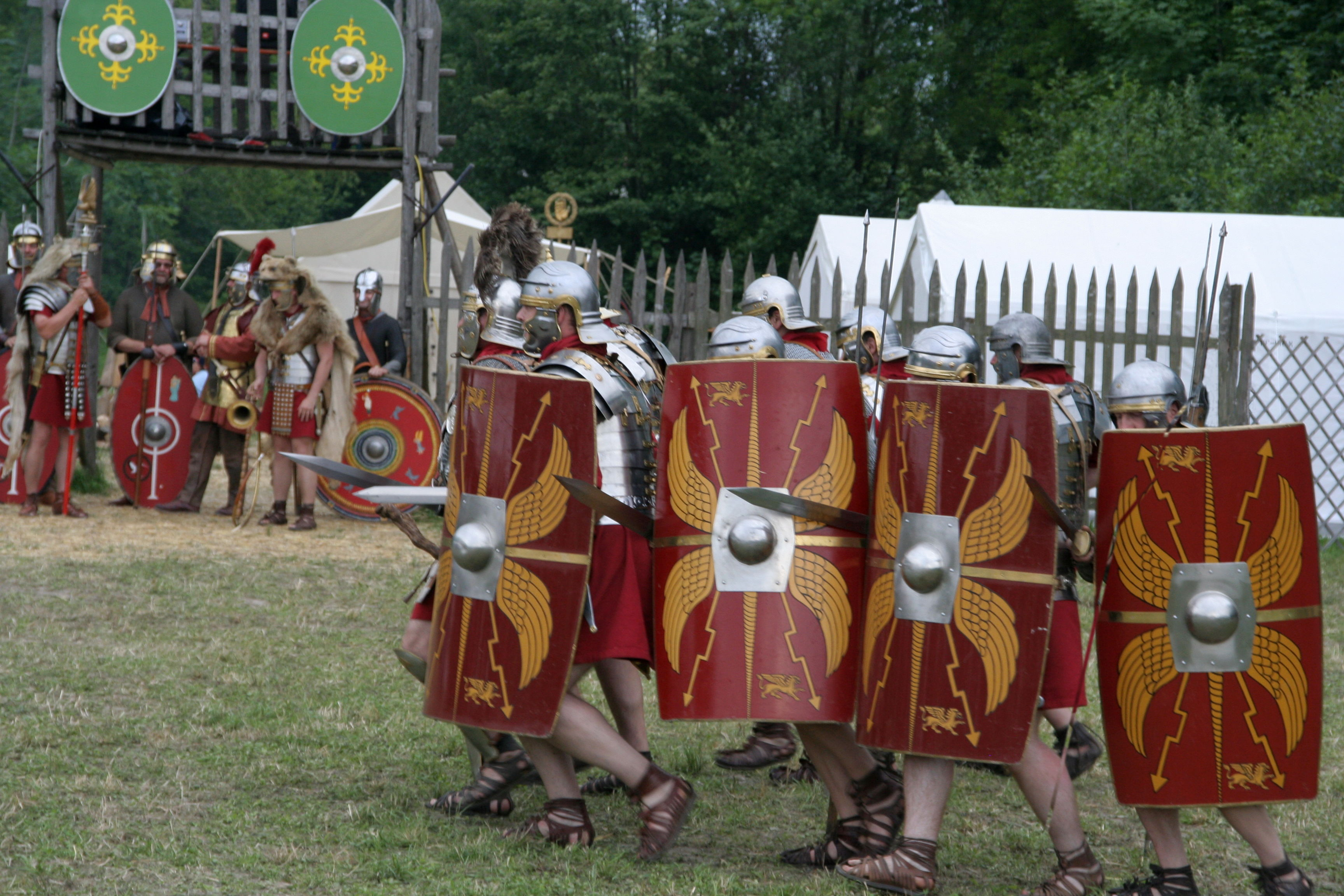
Actors representant l'avanç d'una legió romana en posició d'atac

Les reformes de Mari van ser un conjunt de reformes fetes a l'exèrcit romà iniciades l'any 107 aC per Gai Mari, polític i general de la República romana.
Les reformes de Mari van ser d'una gran importància per donar forma a la legió romana, estructura militar que s'imposaria en el món occidental durant segles. La durada del servei militar es va normalitzar en setze anys. Fins a la darrera dècada del segle ii aC, els requisits per formar part de l'exèrcit de Roma al servei de la República eren molt estrictes:
- Ser membre de la cinquena classe del cens o superior.
- Tenir propietats valorades en, almenys, 3.000 sestercis.
- Aportar el propi armament.

Per això, la República, en un inici, no tenia un exèrcit estable. Quan una guerra amenaçava la ciutat els cònsols s'encarregaven de reclutar un exèrcit entre els ciutadans elegibles de la república. Com a norma, un dels cònsols seria l'encarregat de dirigir a la batalla, aquest exèrcit pràcticament tot voluntari.
A mitjans de la República, les legions es componien de les següents unitats:
- Cavalleria o equites.
- Infanteria lleugera o vèlits.
- Infanteria pesant. Era la unitat principal de la legió.
  - Els hastats (sing. hastatus) eren els més joves i formaven la línia davantera.
  - Els principes (sing. princeps), homes amb edats rondant els 30 anys.
  - Els triaris (sing. triarius) eren els soldats veterans i alineats enrere.